# Arthur Schurig
Arthur Schurig, född 24 april 1870 i Dresden, död där 16 november 1929, var en tysk musikskriftställare.
Schurig var ursprungligen artilleriofficer, men ägnade sig åt litterärt arbete (översättningar av och avhandlingar om bland andra Stendhal, Honoré de Balzac och Gustave Flaubert) och musikhistoriska studier; av dessa kan nämnas en värdefull biografi över Wolfgang Amadeus Mozart (två band). Han var utgivare av Leopold Mozarts Reise-Aufzeichnungen och Constanze Mozarts brev med omfattande inledning och kommentarer.